# جامعة الأديان والمذاهب
جامعة الأديان والمذاهب (الفارسية: دانشگاه اديان و مذاهب) هو مركز تعليمي وبحثي في قم، في إيران. وهو يركز على دراسة الأديان والمذاهب الإسلامية.
رئيس الجامعة هو الدكتور رحمن بولحسني. تضم الجامعة أربعة نواب للرئيس: نائب الرئيس للشؤون الأكاديمية، نائب الرئيس للبحث، نائب الرئيس للشؤون الثقافية والطلابية، ونائب الرئيس للشؤون الإدارية والمالية. والجامعة أيضًا عضو في المجلس الإسلامي .[بحاجة لمصدر]

## التاريخ
في عام 1995 م قررت مجموعة من العلماء من الحوزة العلمية في قم المهتمين بالأمور الدينية والثقافية أن يبادروا بحركة نحو دراسة مختلف الأديان والمذاهب والمذاهب الإسلامية الأخرى. وقد أدى ذلك إلى إنشاء معهد للأبحاث أصبح جامعة الأديان والمذاهب.
بدأ المعهد نشاطه بمجموعة من طلاب الحوزة العلمية في قم في مبنى صغير وبإمكانيات وإمكانات محدودة. في البداية، كان هناك برنامج أكاديمي خاص لمدة أربع سنوات في ثلاثة مجالات: الديانات الإبراهيمية، والديانات غير الإبراهيمية، والطوائف الإسلامية. خلال دراستهم، تعلم الطلاب أيضًا اللغات الإنجليزية والسنسكريتية والعبرية. وبعد مرور حوالي عشر سنوات، استوفى المعهد المتطلبات القانونية التي تحكم الجامعات في إيران وأصبح جامعة قانونيًا.

## الكليات

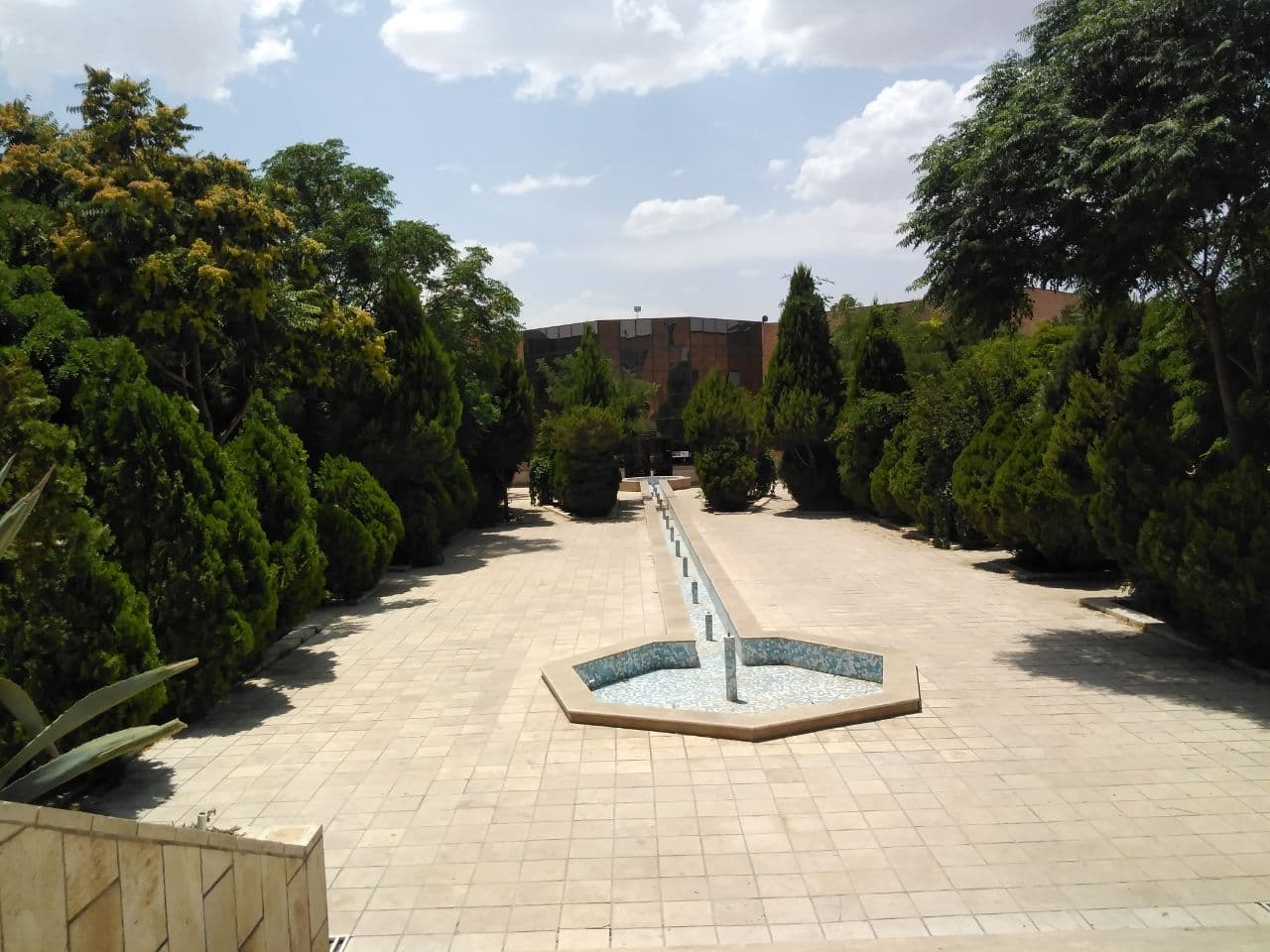
منظر للحرم الجامعي لجامعة الأديان والطوائف

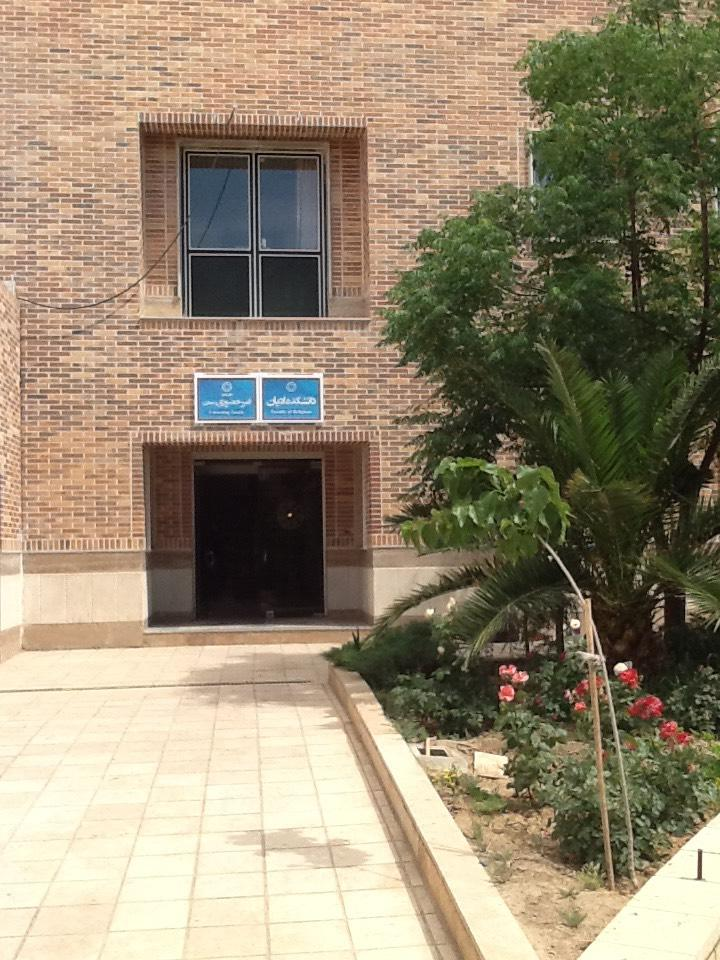
جامعة الأديان والمذاهب، كلية الأديان

تضم الجامعة حاليًا اثني عشر كلية مع أقسام مختلفة تحتها: 
1. كلية التاريخ
  - قسم تاريخ إيران
2. كلية المذاهب الإسلامية
  - قسم الفقه المقارن والقانون
  - قسم الطوائف الإسلامية
3. كلية الحقوق
  - قسم القانون
4. كلية الإعلام والاتصالات
  - قسم إدارة الإعلام
5. كلية التصوف
  - قسم الأديان والتصوف
  - قسم التصوف الإسلامي
6. كلية الأمم والثقافات واللغات
  - قسم اللغة العربية
7. كلية الفلسفة
  - قسم الفلسفة المعاصرة
  - قسم الفلسفة الإسلامية وعلم الكلام
8. كلية الدراسات القرآنية
  - قسم الدراسات القرآنية
9. كلية الأديان والفنون
  - قسم الفنون
10. كلية الأديان
  - قسم الديانات الإبراهيمية
  - قسم الديانات غير الإبراهيمية
  - قسم الأديان الإيرانية
  - قسم دراسة الأديان
11. كلية الدراسات الشيعية
  - قسم علم الكلام الشيعي
  - قسم المذاهب الشيعية
12. كلية المرأة والأسرة
  - قسم دراسات المرأة

## التصنيف
وفقًا لتصنيفات أفضل الجامعات لعام 2023 التي قدمتها مؤسسة Round University Ranking (RUR)، حصلت جامعة الأديان والمذاهب على المرتبة 14 على مستوى البلاد من بين 24 جامعة في إيران والمرتبة العالمية 705 من بين 1217 جامعة من مجموعة واسعة من المواقع الجغرافية، تمثل أكثر من 80 دولة.

## مجموعة عمل الدراسات الدينية
تهتم المجموعة بالبحث في فلسفة وعلم النفس وعلم اجتماع الدين.

## مركز الدراسات الدينية
تحتوي الجامعة على مركز أبحاث متخصص يضم خمس مجموعات بحثية ومجموعات عمل مقابلة. جميع الأبحاث التي يقوم بها الأعضاء تتم تحت إشراف هذا المركز. وتشمل هذه المجموعات:
1. الديانات الإبراهيمية: تقوم هذه المجموعة بإجراء أبحاث حول التاريخ والنظريات والفلسفة واللاهوت والأخلاق والروحانية والكتب المقدسة وقوانين وطقوس الديانات المسيحية واليهودية.
2. الديانات غير الإبراهيمية: تهتم هذه المجموعة بدراسة الديانات الشرقية والشرق الأقصى والفارسية.
3. التصوف والروحانية الإسلامية: تعمل هذه المجموعة على تاريخ التصوف والروحانية النظرية والفرق الصوفية والدراسة المقارنة للتصوف في الديانات المختلفة. الفرق الإسلامية: تقوم هذه المجموعة بإجراء أبحاث حول الفرق الشيعية والسنية والفقهية.

## المنشورات
دار النشر بالجامعة تحت إشراف رئيس الجامعة. وهي الجهة المسئولة عن طباعة ونشر العناوين التي تحتوي على نتاجات العلماء والباحثين. هناك كيانان منفصلان:
1. منشورات جامعة الأديان: تنشر الكتب التي كتبها أو ترجمها الباحثون في الجامعة وأقسامها المختلفة وكذلك أعمال الباحثين الآخرين في مجال الأديان والمذاهب.
2. دار نشر أديان: تنشر الكتب التي كتبها أو ترجمها في الغالب علماء من جامعات أخرى.

مجلة هفت آسمان (السموات السبع) هي مجلة فصلية للأبحاث العلمية. وقد نُشر أكثر من 60 عددًا. تهتم المجلة بالنتائج والتعرف على اكتشافات وعقائد وتجارب أتباع الديانات الأخرى وتقدير المعتقدات الدينية الخاصة وإعادة دراستها وتجديدها. ويهدف إلى تحقيق التفاعل والحوار البناء بين الأديان والطوائف المختلفة.

## مكتب العلاقات والتعاون الدولي
ويعمل مكتب العلاقات الدولية والتعاون بالجامعة على إقامة الحوار بين أتباع الديانات والمذاهب المختلفة، فضلاً عن تطوير العلاقات مع الجامعات في الخارج. ويقوم المكتب بذلك من خلال استضافة دورات لغوية قصيرة الأجل يدرسها متحدثون أصليون من خارج إيران، ودعوة السفراء ومسؤولي السفارات لزيارة الجامعة، وتنظيم جولات أكاديمية ثقافية إلى بلدان أخرى، وإرسال الأساتذة للتدريس في أوروبا وأميركا، وتوقيع أكثر من 150 مذكرة تفاهم مع المعاهد الأكاديمية والجامعات في إيران والخارج. قام المكتب بتنظيم مشاريع أكاديمية تعاونية مع أكثر من خمسين جامعة دولية، بما في ذلك جامعة بادربورن، وجامعة جوته في فرانكفورت، وجامعة بوتسدام، والجامعة الحرة في برلين، وجامعة غرب بوهيميا في جمهورية التشيك، وجامعة فيينا وجامعة جراتس في النمسا، وجامعة واسط، وجامعة الكوفة ، وجامعة وارث الأنبياء في العراق، ومعهد لوقا العاشر في الولايات المتحدة، وجامعة البنجاب وجامعة عليكرة الإسلامية في الهند.

## المكتبة

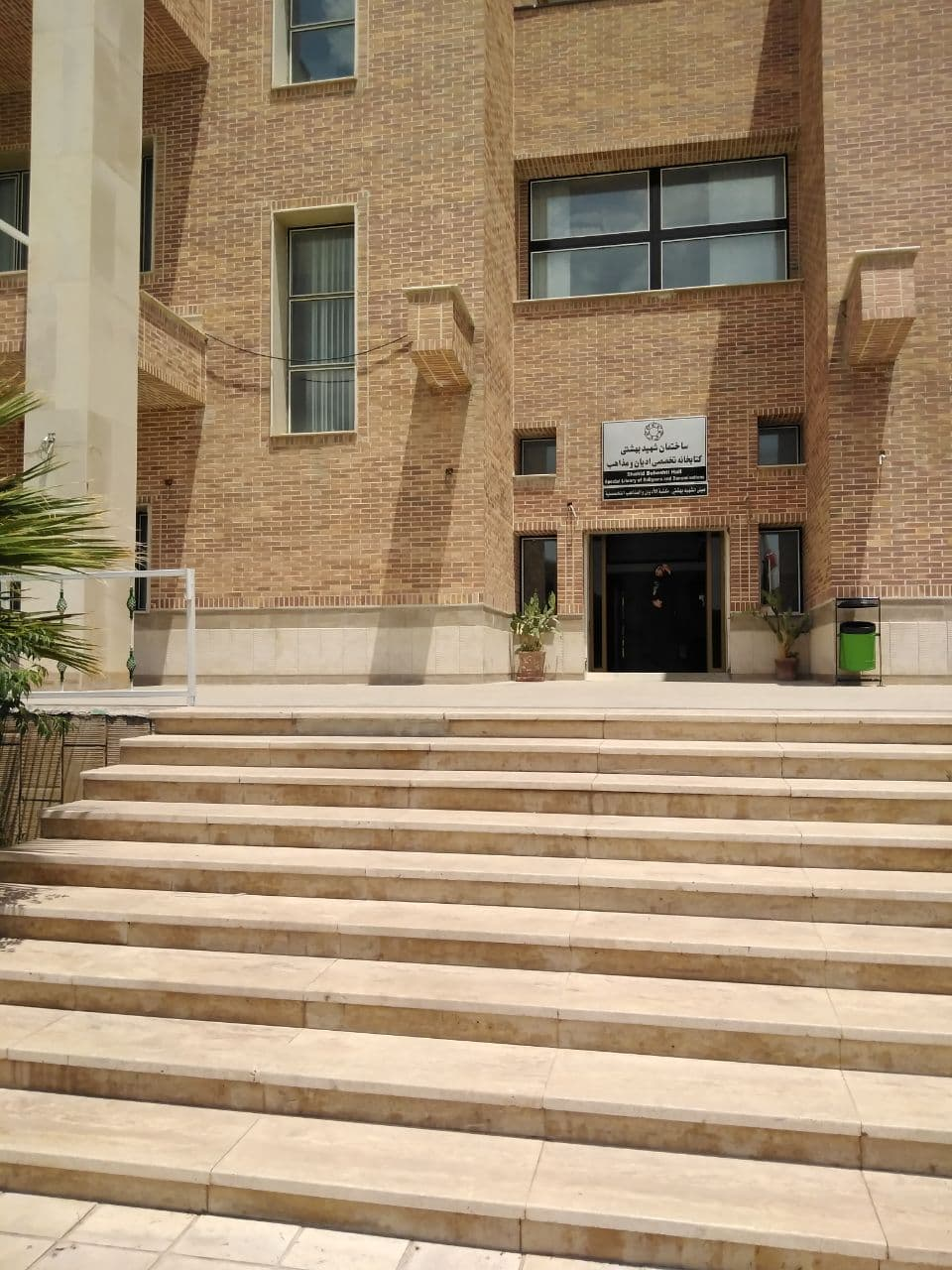
مكتبة جامعة الأديان والمذاهب

تحتوي الجامعة على مكتبة متخصصة بالأديان والمذاهب. تحتوي المكتبة على مجموعة كبيرة من الكتب والدوريات باللغات الفارسية والعربية والإنجليزية. تتركز المصادر بشكل رئيس على الطوائف الإسلامية والمسيحية والأديان الشرقية والدراسات متعددة التخصصات.
تحتوي المكتبة على حوالي 56000 عنوان باللغتين الفارسية والعربية وحوالي 16000 عنوان باللغتين اللاتينية والإنجليزية.

## مكتب دراسات الأديان وحقوق الإنسان
أُنشئ المكتب بهدف دراسة نقاط التقاء القيم الأخلاقية المقبولة عالميا لحقوق الإنسان والأديان، واكتشاف مواقف الديانات المختلفة، وتعزيز النهج الديني لحقوق الإنسان.[بحاجة لمصدر]

## معهد أبحاث المرأة والأسرة
أُنشئ هذا المعهد استجابة لحاجة المجتمع الإيراني إلى المعرفة العلمية المتعلقة بالمرأة والأسرة والحاجة إلى جعل الأسرة فعالة في المجتمع الإسلامي.

## مركز التعليم المفتوح
تأسس مركز التعليم المفتوح في عام 2016 بهدف تقديم تعليم قصير المدى من خلال ورش العمل والمهارات والمحاضرات والسفر العلمي. يقوم هذا المركز بتنظيم دورات تعليمية ورحلات علمية حول العالم في إطار مذكرات التفاهم.